# Vodeni zumbul
Vodeni zumbul (lat. Pontederia crassipes; sin. Eichhornia crassipes), vodena trajnica iz porodice pontederijevki (Pontederiaceae). Porijeklom je iz Južne Amerike, odakle je uvezena po svim kontinentima.

## Opis
P. crassipes je vodena i hidrofitna zeljasta plutajuća trajnica iz južnoameričkog tropskog bioma. Naraste od 30 do maksimalno 100 cm. Listovi su zimzeleni, veliki i okrugli, blago čašasti, glatki i sjajni s cijelim rubom lista. Loptasta lisna peteljka pri dnu lista ispunjena je spužvastim tkivom koje pomaže da se biljka održi na površini. Cvjetovi su biseksualni; privlačni pčelama.
Iako vodeni zumbul daje lijepe cvjetove, smatra se problematičnom invazivnom vrstom u mnogim dijelovima svijeta. Brzo stvara gustu podlogu od lišća koja sprječava prodiranje svjetlosti u vodu, sprječava fotosintezu algi i tako smanjuje sadržaj kisika u vodi. Ova promjena okoliša može istisnuti domaće vrste.
- P. crassipes, Zulia, Venezuela.
- P. crassipes
- P. crassipes
- P. crassipes

## Sinonimi
- Eichhornia cordifolia Gand.
- Eichhornia crassicaulis Schltdl.
- Eichhornia crassipes (Mart.) Solms
- Eichhornia speciosa Kunth
- Heteranthera formosa Miq.
- Piaropus crassipes (Mart.) Raf.
- Piaropus mesomelas Raf.
- Pontederia crassicaulis Schltdl.
- Pontederia elongata Balf.